# Trietja Tiga
Trietja Tiga (ros. Третья Тига) – wieś (sieło) w Rosji, w obwodzie tomskim, w rejonie czaińskim. W 2010 liczyła 161 mieszkańców.